# Dhaka Courier
Le Dhaka Courier (communément appelé the Courier) est un magazine d'information de langue anglaise du Bangladesh,. Fondé en 1984, c'est le plus ancien magazine d'affaires publiques anglais du pays. Son contenu est largement axé sur la politique, les affaires internationales, l'économie, les voyages, la littérature, la société et les arts. La publication appartient au groupe Cosmos de l'homme d'affaires Enayetullah Khan et est une entreprise sœur de United News of Bangladesh (UNB), l'une des principales agences de presse du pays.
Enayetullah Khan est le rédacteur en chef fondateur. Le rédacteur en chef actuel du magazine est Shayan S Khan. Ses rédacteurs en chef précédents ont été Syed Badrul Ahsan, Afsan Chowdhury et M. Harunur Rashid.